# Паразит
Вижте пояснителната страница за други значения на Паразит.
Паразитът (от гръцки: parassitos – „някой, който се храни от чужда трапеза“) е организъм, който се храни с части или жизнено необходими продукти от друг жив организъм, наречен гостоприемник. Паразитът се развива за сметка на гостоприемника, който губи постепенно жизнеността си. За разлика от хищниците паразитите не убиват или не убиват веднага организмите, които използват за храна.
С термина „паразити“ се означават само еукариотни организми, въпреки че патогенните бактерии и вирусите също водят паразитен начин на живот. 
Всеки паразит се характеризира с 3 особености: 
1) използване на гостоприемника като източник на храна; 
2) като място за живот;
3) нанасяне здравни щети на гостоприемника (паразитна болест). 

## Видове паразити

### Според начина на пребиваване
- Временни (темпорерни)– влизат в контакт с гостоприемника, само за да се нахранят, след което се отстраняват. Обикновено се размножават и развиват вън от тялото му и влизат в допир с него само когато се хранят.

Едни от тях живеят свободно във външната среда и нападат гостоприемника си само за хранене. Такива са женските комарите, които смучат около 1 минута кръв и след това живеят независимо, друг пример са южноамериканските кръвосмучещи прилепи. Кърлежът Ornithodorus papilllpes смуче кръв от животни и човека от няколко минути до 2-3 часа, а останалото време прекарва свободно във външната среда, където (без да се храни) може да запази жизнеспособността си  от 9 до 14 години.                                                   
Други временни паразити живеят близо до гостоприемниците си (гнезда, цепнатини на помещения и др.), като в едния случаи смучат кръв само възрастните паразити, например бълхите, а в други - всички фази и стадии на развитието им. Например при дървениците, кърлежите Argas persicus и Ornithodorus moubata. Временните паразити са обикновено ектопаразити. 
- Постоянни (стационарни) – Стационарните паразити прекарват определен период или целия си живот във или върху тялото на гостоприемника и в зависимост от това се делят на периодично и постоянно стационарни паразити. Те не могат да живеят вън от гостоприемниците си и ако случайно попаднат във външната среда, обикновено бързо загиват. Противно на темпорерните паразити, стационарните паразити използват своите гостоприемници не само за храна, но и като среда на живот и развитие. Такива са глистите, тениите, крастните акари и др[1].

### Според мястото на пребиваване
- Ектопаразити – паразитират върху повърхността на тялото на гостоприемника- кожата и нейните образувания (косми, пух и пера), като използват различни приспособления за прикрепване. Такива са бълхите, кърлежите, въшките , дървениците, комарите и др[1].
- Ендопаразити – обитават вътрешността на тялото на гостоприемника. Те живеят в клетките, тъканите и органите на гостоприемниците. Например[1]:
  - в червата – някои тении, глистите и др.;
  - в черния дроб – големият и малкият метил;
  - в сърцето – дирофилариите;
  - в еритроцитите – някои еймерии, маларийният плазмодий;
  - в мускулите – трихинелата.

## Паразитози
Паразитози се наричат болестните състояния, които паразитите причиняват в организма на гостоприемника. Най-честите клинични признаци на паразитозите са безпокойство и измършавяване. При размножаването на голям брой паразити гостоприемникът може да загине.

### Инвазия
Инвазията (от лат. invasio – нашествие) е медико-биологичен термин, с който се означава проникването, размножаването и разпространението на паразитни организми в гостоприемниците, и обитаваната от тях среда. Инвазията има две основни характеристики:
- интензитет – характеризира броя на паразитите, които са успели да инвазират (да проникнат и да се размножат в) организма на гостоприемника;
- екстензитет – характеризира биогеографското разпространение на паразитите; според своя екстензитет, паразитозите могат да протекат:
  - спорадично – засягат единични хора или животни;
  - ендемично – засягат специфична, тясна група от хора или животни (деца от едно училище, работници от една бригада, животни от една ферма);
  - епидемично – засягат широки групи от хора или животни (цели области, градове и села);
  - пандемично – засягат цели държави и континенти.

### Паразитози по човека
- педикулоза (Pediculosis) – инвазиране с главова въшка;
- фтириоза (Phthiriosis) – инвазиране със срамна въшка;
- саркоптоза (Sarcoptosis) – краста;
- тениози (Taeniosis) – инвазиране с тении;
- аскаридози (Ascaridosis) – инвазиране с глисти.

### Паразитози по животните
- саркоптоза (Sarcoptosis) – краста;
- тениози (Taeniosis) – инвазиране с тении;
- аскаридози (Ascaridosis) – инвазиране с глисти;
- фасциолоза (Fasciolosis) – инвазиране с голям чернодробен метил;
- дикроцелиоза (Dicrocoeliosis) – инвазиране с малък чернодробен метил;
- парамфистомоза (Paramphistomosis) – инвазиране с парамфистоми.